# Труш Мирон Іванович
Мирон Іванович Труш (15 березня 1908, Львів — 1978, Польща) — український галицький спортсмен. Чемпіон світу зі стрільби з лука в складі збірної Польщі (командний залік). 
Син художника Івана Труша, внук науковця Михайла Драгоманова, двоюрідний племінник письменниці Лесі Українки. 

## Короткий життєпис
1937 року в складі збірної Львова разом з братом Романом та Казимиром Маєвським стали переможцями чемпіонату Польщі, отримали право поїхати на чемпіонат світу в Парижі. Роман не отримав звільнення з роботи, тому туди з братів поїхав тільки Мирон, звідки привіз золоту медаль в командних змаганнях, а в особистому заліку посів 7-е місце.
Написав табличку з назвою вулиці українською мовою, яку мав намір почепити на будинку родини у Львові замість написаної польською. «Нагло з'явилась поліція, його зняли з драбини…»
Окрім стрільби з лука, грав у хокей за команду спортивного товариства «Україна». Після радянської окупації Західної України брати Мирон і Роман Труші отримали у травні 1941 року «скерування» до Москви, де повинні були навчати грати в хокей з шайбою радянських хокеїстів. Однак ці плани зірвала війна. Після війни Мирон Труш усе ж змушений був розпочати тренерську роботу у Москві. Учнем Мирона Труша був радянський хокеїст Всеволод Бобров. Саме Мирон Труш навчив його робити відомий кидок, який згодом назвали «фінтом Боброва», під час якого хокеїст ззаду об'їжджає ворота, а тоді закидає шайбу.
Після окупації України радянськими військами, депортований до концтаборів ГУЛАГу на 10 років, потім виїхав до Польщі, де помер 1978 року.

## Родина
- Батьки:
  - тато — Іван Іванович Труш (1869–1941) — видатний український маляр;
  - мати — Аріадна (Рада) Михайлівна Драгоманова (27 (15) березня 1877 — 1954) — донька видатного історика, соціаліста Михайла Драгоманова.

- Брат — Роман Іванович Труш (23 серпня 1914 — 21 серпня 1998) — український спортсмен, тренер, заслужений тренер України[1].
- Сестра — Аріадна Іванівна Слоневська (21 січня 1906 — 1984) — мистецтвознавиця.